# لودی‌والا
لودی‌والا (به انگلیسی: Ludewala) یک روستا در پاکستان است که در پنجاب واقع شده‌است. لودی‌والا ۱۳۳ متر بالاتر از سطح دریا واقع شده‌است.